# Diferència
|  | Aquest article tracta sobre l'operació entre conjunts. Vegeu-ne altres significats a «resta». |

Exemple gràfic, l'àrea vermella és el conjunt diferència B∖A.

La diferència és una operació entre dos conjunts. Aquesta operació crea un conjunt, anomenat conjunt diferència, al qual pertanyen tots els elements que pertanyen al primer conjunt i no pertanyen al segon conjunt. S'expressa amb el símbol ∖ o \ ({\displaystyle \setminus } o {\displaystyle \smallsetminus }) o amb el símbol de resta (−).
Per exemple:
Donat A={polítics} i B={europeus}, si definim {\displaystyle C=A\setminus B}, llavors C={polítics no europeus}. {\displaystyle C=A\setminus B} es llegeix: el conjunt C és igual a la diferència dels conjunts A i B. També es pot llegir: C és el conjunt diferència dels conjunts A i B.

## Propietats de la diferència

### Diferència d'un conjunt amb si mateix
Quan fem la diferència d'un conjunt amb si mateix, el conjunt diferència és el conjunt buit.
{\displaystyle A\setminus A=\emptyset \ }

### Element neutre
El conjunt buit ∅ és l'element neutre de la diferència.
{\displaystyle A\setminus \emptyset =A\ }

## Propietats no aplicables
- La propietat commutativa no és aplicable a la diferència de conjunts.

{\displaystyle A\setminus B\neq B\setminus A}
- La propietat associativa tampoc és aplicable a la diferència de conjunts.

{\displaystyle A\setminus B\setminus C\neq (A\setminus B)\setminus C\neq A\setminus (B\setminus C)}
Per exemple:
Donat A={1,2,3,4,6}, B={2,4,6} i c={3,6,9}, llavors:
(A ∖ B) ∖ C = ({1,2,3,4,6} ∖ {2,4,6}) ∖ {3,6,9} = {1,3} ∖ {3,6,9} = {1}
A ∖ (B ∖ C) = {1,2,3,4,6} ∖ ({2,4,6} ∖ {3,6,9}) = {1,2,3,4,6} ∖ {2,4} = {1,3,6}
{1} ≠ {1,3,6}